# Dale Mitchell
Dale William Mitchell (Vancouver, Brit Columbia, 1958. április 21. – ) kanadai labdarúgóedző, válogatott labdarúgó. 

## Pályafutása

### Klubcsapatban
Vancouverben, Brit Columbiában született. 1977 és 1978 között a Vancouver Whitecaps játékosa volt. 1979 és 1982 között az amerikai Portland Timbers csapatában játszott. 1983-ban a Montreal Manic együttesében szerepelt. 1984–85 között a Tacoma Stars, 1986–87 között a Kansas City Comets játékosa volt teremben. 1988-tól 1990-ig, illetve 1992-től 1994-ig a Vancouver 86ers együttesében játszott. 1990 és 1991 között a Baltimore Blast, 1991 és 1992 között a Tacoma Stars csapatát erősítette teremben.

### A válogatottban
1980 és 1993 között 55 alkalommal szerepelt a kanadai válogatottban és 19 gólt szerzett. Részt vett az 1984. évi nyári olimpiai játékokon és tagja volt az 1985-ös CONCACAF-bajnokságon aranyérmet szerző csapatnak. Részt vett az 1986-as világbajnokságon, ahol a Szovjetunió elleni csoportmérkőzésén kezdőként lépett pályára. Franciaország és Magyarország ellen nem kapott lehetőséget.

### Edzőként
1995 és 1999 között a Vancouver 86ers tartalékcsapatánál dolgozott. 2000 és 2001 között a Vancouver Whitecaps felnőttcsapatát edzette. 2002-től 2007-ig a kanadai U20-as válogatott edzője, 2007 és 2009 között a kanadai válogatott szövetségi kapitánya volt. Irányításával a 2010-es világbajnokság selejtezőinek harmadik fordulójában Honduras, Mexikó és Jamaica mögött a negyedik helyen végeztek a csoportjukban és nem jutottak be a negyedik fordulóba.

## Sikerei, díjai
Kanada
- CONCACAF-bajnokság győztes (1): 1985